# O'Neill-stipendiet
O'Neill-stipendiet (även kallat O'Neill-priset) delas sedan 1956 ut årligen av Dramaten och bygger på en donation av den amerikanske dramatikern Eugene O'Neill. 
Som tack för att Dramaten var den scen i världen som mest av alla uppmärksammat O'Neills författarskap, gav han strax före sin död 27 november 1953 rättigheterna att uruppföra hans mest centrala drama Lång dags färd mot natt. Hans änka donerade sedan rättigheterna till ytterligare flera av hans pjäser samt dess författararvoden från alla svenska uppsättningar till den instiftade Eugene O'Neills minnesfond. Fonden förvaltas av Dramatens styrelse, som sedan 1956 på O'Neills födelsedag 16 oktober utdelar stipendiet till teaterns skådespelare. Priset ska enligt O'Neill gå till "högt förtjänta artister på Dramaten". 
Prissumman är (2023) 45 000 kronor.
De första stipendierna 1956 utdelades till huvudrollsinnehavarna i uruppsättningen av Lång dags färd mot natt, Inga Tidblad och Lars Hanson.

## O'Neill-stipendiater
- 1956 – Inga Tidblad och Lars Hanson
- 1957 – Tora Teje
- 1958 – Anders Henrikson
- 1959 – Gunn Wållgren
- 1960 – Ulf Palme
- 1961 – Eva Dahlbeck
- 1962 – Olof Sandborg
- 1963 – Georg Rydeberg
- 1964 – Sif Ruud
- 1965 – Holger Löwenadler
- 1966 – Gertrud Fridh
- 1967 – Olof Widgren
- 1968 – Irma Christenson
- 1969 – Jan-Olof Strandberg
- 1970 – Birgitta Valberg
- 1971 – Anders Ek
- 1972 – Anita Björk
- 1973 – Olle Hilding
- 1974 – Margaretha Krook
- 1975 – Ernst-Hugo Järegård
- 1976 – Toivo Pawlo
- 1977 – Ulla Sjöblom
- 1978 – Ingvar Kjellson
- 1979 – Karin Kavli
- 1980 – Allan Edwall
- 1981 – Aino Taube
- 1982 – Jarl Kulle
- 1983 – Ulf Johanson
- 1984 – Margaretha Byström
- 1985 – Sven Lindberg
- 1986 – Mona Malm
- 1987 – Hans Strååt
- 1988 – Bibi Andersson och Jan Malmsjö
- 1989 – Gunnel Lindblom
- 1990 – Thommy Berggren
- 1991 – Börje Ahlstedt
- 1992 – Erland Josephson
- 1993 – Lena Endre
- 1994 – Lennart Hjulström
- 1995 – Stina Ekblad
- 1996 – Per Myrberg
- 1997 – Krister Henriksson
- 1998 – Marie Göranzon
- 1999 – Keve Hjelm
- 2000 – Lil Terselius
- 2001 – Örjan Ramberg
- 2002 – Pernilla August
- 2003 – Björn Granath
- 2004 – Irene Lindh
- 2005 – Reine Brynolfsson
- 2006 – Lena Nyman
- 2007 – Rolf Skoglund
- 2008 – Anita Wall
- 2009 – Hans Klinga
- 2010 – Malin Ek
- 2011 – Johan Rabaeus
- 2012 – Kristina Törnqvist
- 2013 – Pontus Gustafsson
- 2014 – Thérèse Brunnander
- 2015 – Per Mattsson
- 2016 – Melinda Kinnaman
- 2017 – Jonas Karlsson
- 2018 – Ingela Olsson
- 2019 – Erik Ehn
- 2020 – Marie Richardson
- 2021 – Shanti Roney
- 2022 – Rebecka Hemse[2]
- 2023 – Danilo Bejarano[3]
- 2024 – Lotta Tejle[4]